# Magyarcséke
Magyarcséke (románul Ceica) falu Romániában, Bihar megyében.

## Fekvése
Nagyváradtól délkeletre, Tőkefalva és Dusafalva között, a DN76-os főút mentén fekvő település.

## Története
Nevét 1399-es összeíráskor említették először írásos formában Cseke néven, mint a Telegdi család birtokát.
1737-ben a Telegdiek magvaszakadtával királyi birtok lett, majd a Korda család lett a földesura: előbb Korda János, majd a 20. század elején Korda Andor birtoka lett.
Az 1900-as évek elején 1005 lakosú település volt, lakosai oláh ajkú, római- és görögkatolikus valamint görögkeleti vallású lakosokkal. A település házainak száma ekkor 160 volt.
A település évszázadokon át híres volt fazekas mestereiről is.
Magyarcséke a trianoni békeszerződés előtt Bihar vármegye Magyarcsékei járásához tartozott.
A 2002-es népszámlálás szerint 977 lakosa közül 962 fő román, 15 fő magyar nemzetiségű.

## Híres szülöttek
- Dr. Neumann Ernő temesvári neológ főrabbi.